# Języki zachodniogermańskie

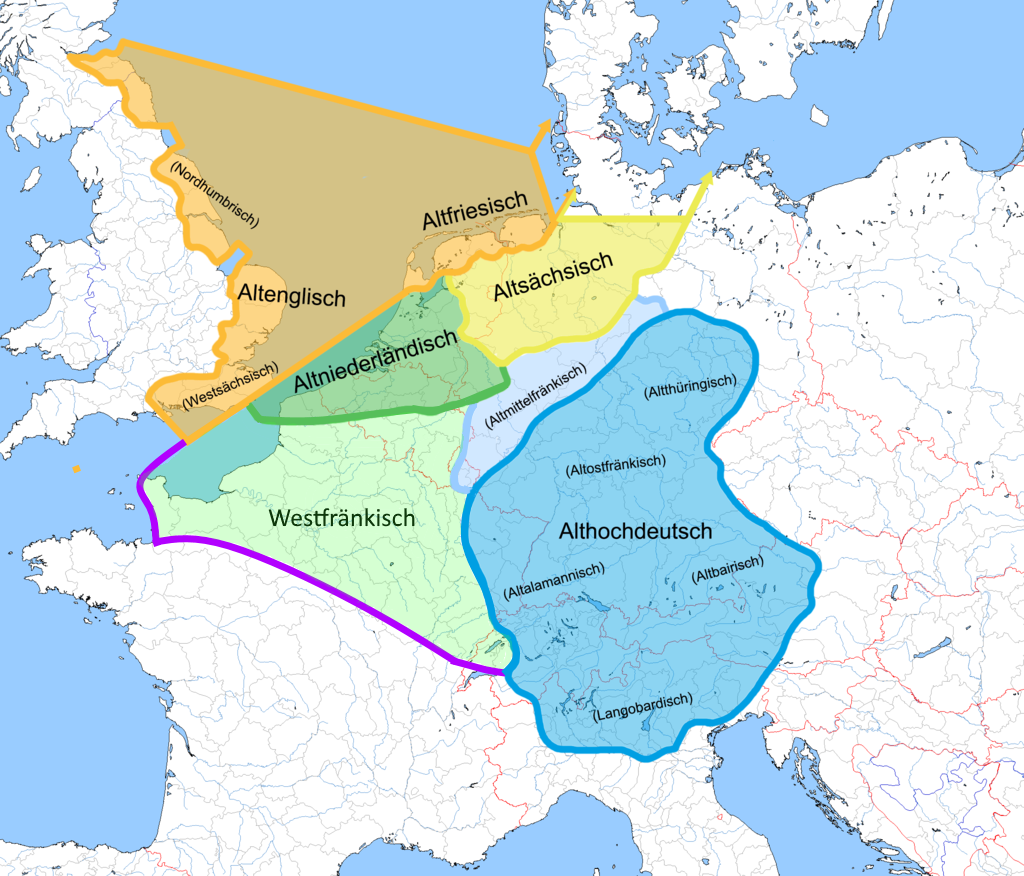
Języki zachodniogermańskie około roku 580

Języki zachodniogermańskie – jedna z trzech grup języków germańskich, obok języków północnogermańskich i wymarłych wschodniogermańskich. Należą do niej wszystkie istniejące obecnie języki germańskie z wyjątkiem języków skandynawskich, w tym angielski, niderlandzki, niemiecki i jidysz.
Dialekty na obszarze języków zachodniogermańskich w kontynentalnej Europie Zachodniej (Austria, Szwajcaria, Niemcy, Holandia, Belgia, Luksemburg) wykazują dużą ciągłość i przyporządkowanie dialektów do poszczególnych języków jest sprawą sporną.

## Według Milewskiego
Tadeusz Milewski podaje następującą klasyfikację:
- zachodniogermańskie
  - język wysokoniemiecki – podgrupa południowa
    - dialekty bawarskie
    - dialekty szwabskie
    - dialekty alemańskie
    - dialekty południowofrankońskie

  - podgrupa północna
    - język dolnoniemiecki
      - starosaski, dziś język dolnoniemiecki (plattdeutsch)
      - język holenderski (i pochodzący od niego afrikaans)
      - język flamandzki

    - język fryzyjski
    - język angielski